# Tatár-árki-barlang
A Tatár-árki-barlang Magyarország fokozottan védett barlangjai közül az egyik. A Bükki Nemzeti Park területén, a miskolci Bükkszentlászlón található ez a denevérek számára fontos élőhely.

## Leírás
A Tatár-árok (régi nevén Mexikó-völgy) szurdokának meredek oldalában, a Nagy-sánc-oldalon, az árok nagy kanyarja előtt, a Kőszál nevű szikla alatt nyílik a barlang. A műút felett kb. 8 m magasan, egy kis sziklafal tövében, 295 m tengerszint feletti magasságban van a Tatár-árki-barlang bejárata. A természetes jellegű bejárat kb. 5 m magas, 2 m széles és DK-re tekint. A barlangbejárat környezete (a völgytalptól a hegygerincig) helyi védettség alatt áll botanikai értékei (nyúlfarkfüves sziklagyep) miatt.
Középső triász és felső triász mészkőben alakult ki a barlang. Forrásbarlangként működésére lehet következtetni a bejáratában lévő travertínótömb miatt. A bejáratától csak 15 méterrel mélyebben folyó patak a víznyelőként viselkedésre utal. A patakhoz legközelebbi járata hat méterrel a patak szintje felett és légvonalban 15 méterre az úttól van. Valószínűleg összefügg a bejárata alatt található, az út mellett nyíló és emelkedő járatú Tatár-árki-üreggel.
A morfológiai kisformái, a kiválásos szinlő és fejlett gömbüstök főleg karsztvízszint alatti és freatikus kialakulásúak. A barlang kettős, katavotraként működése (bizonyos időszakokban egyszerre víznyelő és forrás) is elképzelhető. Egy nagy mésztufagátszerű alakzat, nagy csorgák, több száz négyzetméter felületű cseppkőlefolyás is megfigyelhető benne. A vízszintes kiterjedése 60 méter.
Denevérpopulációját leginkább a fokozottan védett, csak barlangokban élő fajok alkotják. Volt olyan időszak, hogy a hosszúszárnyú denevérek és kereknyergű patkósdenevérek 1000 egyedet meghaladó kolóniájának volt a téli szálláshelye. A nagy méretű, tág hasadékterme egész évben a denevérek fontos tanyája. 1999-től ismert, hogy a telelő denevérek nyáron is ott maradnak. Emiatt egész éves, látogatási tilalom van érvényben a barlangra. A bejárásához a Bükki Nemzeti Park Igazgatóság engedélye, valamint kötéltechnikai eszköz alkalmazása kell és csak kutatási célból lehet látogatni.
A barlang falán három, híres, a területen tevékenykedő személy neve olvasható. Danó, Kühne és Szepessy neve.
Előfordul a barlang az irodalmában Kőszáli-barlang (Ferenczy 2003), Mexikóvölgyi-barlang (Ferenczy 2003), ez a név a korábbi irodalmi adatok alapján a Mexikói-barlang egyik névváltozata, Mexikóvölgyi Nagysánci-barlang (Lénárt 1977), Nagysánc alatti-barlang (Ferenczy 2003), Nagysánc alatti barlang (Bertalan 1976), Nagy-sánci-barlang (Lénárt 1979), Nagysánc-oldali-barlang (Dely 1970), Nagysáncoldali-barlang (Ferenczy 2003), Nagysáncoldali barlang (Kuchta 1958), Tatárárki-barlang (Kadić 1932), Tatárárki barlang (Schőnviszky 1937), Tatárárki zsomboly (Mottl 1933), Tatárároki-barlang (Izsépi, Krajecz 1980), Tatár-ároki barlang (Izsépi, Krajecz 1980) és Zengő-barlang (Lénárt 1979) neveken is.
1970-ben volt először Tatár-árki-barlangnak nevezve a barlang az irodalmában. Ferenczy Gergely szerint valószínűleg Zengő-barlang a leghagyományosabb neve.

## Kutatástörténet
Az 1925-ben megjelent A Bükk című könyvben látott napvilágot először hír a barlangról. A leírás szerint csak kötéllel lehet leereszkedni bele, 24 méter mély és egy rövid, de magas csarnokból áll. Valószínűleg összeköttetésben van az alatta lévő patakmeder eltűnő patakjának föld alatti járataival. Az egyik szerző néhány társával 1912-ben járt benne. A bejárati rész szűk aknaszerű szakaszát kiszélesítették és ekkor kőkorszakinak mondott edénydarabot találtak a barlangban, valamint tervezték a további kutatását. 1931-ben Sebős Károly és Schőnviszky László vizsgálta meg és őskori cserépmaradványokat fedeztek fel a barlangban. Schőnviszky László 1937-es tanulmánya szerint a kis előcsarnokából egy szűk lyukon átbújva a 42 méter hosszú és 18 méter magas nagy termébe lehet jutni, ahol érdekes cseppkőbekérgezések láthatók, valamint megemlíti, hogy a barlangból állítólag őskori edénytöredékek kerültek elő. Ez az utóbbi megállapítás azt valószínűsíti, hogy 1931-ben nem ezt a barlangot vizsgálta át Sebős Károllyal.
Kadić Ottokár 1952-ben befejezett kézirata megismétli Schőnviszky László 1937-es leírását. 1953 májusában Borbély Sándor rajzolt róla alaprajzi barlangtérképet és metszeteket. 1958-ban Kuchta Gyula 100 méter hosszú és 25 méter magas hasadéknak írta le. 1974-ben a Magyar Karszt- és Barlangkutató Társulat Észak-magyarországi Területi Osztálya a Miskolci Vízművek kérésére karsztvízhidrológiai vizsgálatokat végzett benne. Az 1976-ban megjelent, Bertalan Károly és Schőnviszky László által összeállított Magyar barlangtani bibliográfia barlangnévmutatójában szerepel a Bükk hegységben (Diósgyőri Vasgyár) lévő barlang Tatár-árki-barlang néven. A barlangnévmutatóban fel van sorolva 3 irodalmi mű, amelyek foglalkoznak a barlanggal.
Az 1976-ban befejezett Magyarország barlangleltára című kéziratban az olvasható, hogy a Bükk hegységben, Miskolcon elhelyezkedő Nagysánc alatti barlang további nevei Tatárárki-barlang és Nagysáncoldali barlang. A Tatár-árok DNy-i végénél, a Nagysánc oldalában, néhány m-rel az út felett, 290 m tszf. magasságban van a bejárata. 100 m hosszú és 25 m magas hasadékbarlang. Idegenforgalomra berendezhető. Gyönyörű cseppkövek vannak benne. A kézirat barlangra vonatkozó része 1 irodalmi mű alapján van írva. Az 1977-ben kiadott Bükk útikalauz című kiadványban az olvasható, hogy nagy terme 42 méter hosszú és 18 méter mély.
Az 1979-ben napvilágot látott Barlangok a Bükkben című könyvben arról van szó, hogy Miskolcról a sárga jelzésen a Mexikói-völgyben kell elindulni, és néhány kisebb-nagyobb üreg után az É-i oldalban barlangcsoportot lehet megfigyelni. A barlangcsoportban a háromszög alakú teremmel kezdődő Tatárárki-barlang a legjelentősebb, amelyet már leírtak Nagy-sánci-barlangnak és Zengő-barlangnak is. A nagyon magas, csak kötélbiztosítással járható, hasadékjellegű üreg 40 m hosszú. Bejárata mellett nagy mésztufatömb figyelhető meg. A Tatárárki-barlangtól DNy-ra nyílik a Mexikó-völgyi-víznyelőbarlang. A könyvhöz mellékelt, a Bükk hegység barlangokban leggazdagabb területét bemutató térképen látható a 80-as számmal jelölt Tatárárki-barlang földrajzi elhelyezkedése.
1980-ban a Denevér Barlangkutató Csoport egy rövid oldalágat tárt fel és a bejárat utáni szűk résznél egy másik, biztonságosabb és könnyebb közlekedést biztosító átjárót bontottak. 1982-ben a Honvéd Bottyán János Sportegyesület Denevér Barlangkutató Csoportnak volt kutatási engedélye a barlang kutatásához. 1982-ben a csoport által feltárt szakasz hossza 25 méter volt. 1983. január 10-én Krajecz Mihály szerkesztette meg a barlang alaprajz térképét és hosszmetszet térképét a csoport tagjainak segítségével. A térképlapon az északi irány rosszul, egy kissé keletre van feltüntetve. 1982-ben két éles tüzérségi lövedéktől mentesítették a barlangot a csoporttagok és tűzszerészek.
1984. január 15-én Krajecz Mihály alaprajz térképet és hosszmetszet térképet szerkesztett a barlangról. Ezeken a térképeken is az északi irány rosszul, egy kissé keletre van feltüntetve. 1984 májusában két tüzérségi lövedéket távolítottak el a tűzszerészek segítségével. Az 1984-ben megjelent Magyarország barlangjai című könyv országos barlanglistájában szerepel a Bükk hegységben lévő barlang Tatár-árki-barlang néven Nagysánc alatti barlang, Nagysánc-oldali-barlang és Zengő-barlang névváltozatokkal. A listához kapcsolódóan látható az Aggteleki-karszt és a Bükk hegység barlangjainak földrajzi elhelyezkedését bemutató 1:500 000-es méretarányú térképen a barlang földrajzi elhelyezkedése. Az 1984. június 27-én kitöltött barlangkataszteri törzslapja alapján kb. 130 m hosszú, kb. 45 m mély és kb. 100 m vízszintes kiterjedésű.
1990-ben a HBJSE Denevér Barlangkutató Csoportnak volt kutatási engedélye a barlang kutatásához. 1993-ban Dobrosi Dénes denevér-megfigyelést és denevér-meghatározást végzett a járatokban. 1998. május 14-től a környezetvédelmi és területfejlesztési miniszter 13/1998. (V. 6.) KTM rendelete szerint a Bükki Nemzeti Park Igazgatóság illetékességi területén, a Bükk hegységben található Tatár-árki-barlang az igazgatóság engedélyével látogatható. 2001. május 17-től a környezetvédelmi miniszter 13/2001. (V. 9.) KöM rendeletének értelmében a Bükk hegység területén lévő Tatár-árki-barlang fokozottan védett barlang. Egyidejűleg a fokozottan védett barlangok körének megállapításáról szóló 1/1982. (III. 15.) OKTH rendelkezés hatályát veszti. Denevérszálláshelyként betöltött szerepe, főhasadékának méretei, kettős morfológiai jegyei és cseppkőképződményei miatt lett fokozottan védett barlang.
A 2003-ban napvilágot látott Magyarország fokozottan védett barlangjai című könyv szerint hossza 130 m, függőleges kiterjedése 45 m és vízszintes kiterjedése 60 m. 2004 szeptemberében a MAFC Barlangkutató Csoport három tagja, Köblös Csaba, Németh Zsolt és Nyerges Attila készített új térképeket (alaprajz térképet, vetített hosszmetszet térképet és hét keresztszelvényt). A barlangtérképek alapján hossza 156 m, függőleges kiterjedése 39 m, magassága 4 m és mélysége 35 m. 2005. szeptember 1-től a környezetvédelmi és vízügyi miniszter 22/2005. (VIII. 31.) KvVM rendelete szerint a Bükki Nemzeti Park Igazgatóság működési területén, a Bükk hegységben található Tatár-árki-barlang a felügyelőség engedélyével látogatható. 2005. szeptember 1-től a környezetvédelmi és vízügyi miniszter 23/2005. (VIII. 31.) KvVM rendelete szerint a Bükk hegységben lévő Tatár-árki-barlang fokozottan védett barlang.
A 2005-ben kiadott Magyar hegyisport és turista enciklopédia című kiadványban önálló szócikke van a barlangnak. A szócikk szerint a Tatár-árki-barlang a Bükk hegységben található és fokozottan védett természeti érték. A Mexikó-völgy szurdokának oldalában, 295 m tengerszint feletti magasságban van a bejárata. A 130 m hosszú és 45 m mély üregrendszer triász mészkőben keletkezett. Szakmai indokok alapján tekinthető meg, mert tág hasadékterme egész évben fontos denevértanyahely. Engedéllyel és technikai eszköz használatával járható.
2007. március 8-tól a környezetvédelmi és vízügyi miniszter 3/2007. (I. 22.) KvVM rendelete szerint a Bükki Nemzeti Park Igazgatóság működési területén lévő Bükk hegységben elhelyezkedő Tatár-árki-barlang az igazgatóság engedélyével tekinthető meg. 2008. március 26-án tűzszerészek egy éles, 75 milliméteres páncéltörő gránátot távolítottak el belőle. 2008-ban Szolyák Péter és Gál-Mlakár Viktor mérték fel a Bejárati-folyosót és rajzolták meg a barlangrész hosszmetszet térképét, alaprajz térképét és 4 keresztmetszet térképét. Szolyák Péter, Hajdú Melinda és Gál-Mlakár Viktor a 2008. évi Ősrégészeti Levelek című folyóiratban publikálták, hogy 6 sziklaarcot, faragásokat és sziklakarcot regisztráltak a járatokban. Ezeket 2002-ben fedezték fel és a tanulmány megjelentetése előtt még nem voltak ismertetve.
A 2013-ban publikált és Varga Gábor által írt tanulmányban a Borsod-Abaúj-Zemplén megyében lévő Miskolcon elhelyezkedő és 5391-62 barlangkataszteri számú Tatár-árki-barlang a feltételezett barlangi régészeti lelőhelyek közé van sorolva, azaz az olyan lelőhelyek közé, ahonnan leletek nem kerültek elő, vagy a leletek korhatározása nem történt meg. 2013. július 19-től a vidékfejlesztési miniszter 58/2013. (VII. 11.) VM rendelete szerint a Tatár-árki-barlang (Bükk hegység, Bükki Nemzeti Park Igazgatóság működési területe) az igazgatóság hozzájárulásával látogatható. 2015. november 3-tól a földművelésügyi miniszter 66/2015. (X. 26.) FM rendelete szerint a Tatár-árki-barlang (Bükk hegység) fokozottan védett barlang. 2021. május 10-től az agrárminiszter 17/2021. (IV. 9.) AM rendelete szerint a Tatár-árki-barlang (Bükk hegység, Bükki Nemzeti Park Igazgatóság működési területe) az igazgatóság engedélyével látogatható. A 13/1998. (V. 6.) KTM rendelet egyidejűleg hatályát veszti.

## További irodalom
- Kadić Ottokár: Jelentés az 1931. évben végzett barlangkutatásaimról. Kézirat. Budapest, 1932. május 25. 8 old. (A kézirat megtalálható a Magyar Állami Földtani Intézet Adattárában.)